# 牛僧孺墓
牛僧孺墓，位于中国甘肃省灵台县，为一个省级文物保护单位，类型为古墓葬。
牛僧孺是唐朝著名官员。墓的历史年代为唐代。